# زهرة لاري
زهرة لاري (ولدت في 3 مارس 1995) هي متزلجة فنية إماراتية. وهي أول متزلجة على الجليد من الإمارات العربية المتحدة والشرق الأوسط تتنافس دولياً. وهي بطلة وطنية إماراتية لخمس مرات. إلى جانب تدريبها، تخرجت زهرة من جامعة أبوظبي وتخصصت في البيئة والصحة والسلامة. وهي المؤسس المشارك والرئيس التنفيذي لنادي الإمارات للتزلج، وهو أول نادي للتزلج الفني على الجليد في الدولة. وهي ناشطة في مجال صحة ورفاهية مجتمع الإمارات العربية المتحدة والمرأة بشكل عام. زهرة مسجلة ومعتمدة في السجلات الوطنية لدولة الإمارات العربية المتحدة لإنجازاتها في خدمة المجتمع والدولة.
زهرة مسلمة تمارس دينها، وهي تعتبر أول رياضية في هذا المجال حيث تتنافس باستخدام الحجاب. وقالت انها تأمل أن تكون بمثابة مصدر إلهام لغيرها من النساء الشابات.

## الحياة الشخصية
زهرة لاري من أبو ظبي، الإمارات العربية المتحدة حيث تقيم مع والديها وشقيقيها. والدها من إيران. استلهمت زهرة تجربة التزلج على الجليد في سن الثانية عشرة، بعد مشاهدة فيلم ديزني أميرة الثلج، وتمكنت من بدء دروس التزلج بعد فترة وجيزة. تخرجت من جامعة أبو ظبي، حيث درست الصحة والسلامة البيئية، على الرغم من أنها تحمل لقب الرئيس التنفيذي والمؤسس المشارك لنادي الإمارات للتزلج في أبو ظبي. وفي عام 2017، أُدرجت في إعلان لشركة نايكي يُظهر رياضيات مسلمات. لاري هي أيضًا أول متزلجة على الجليد تتنافس دوليًا بالحجاب. وهي تأمل أن تكون بمثابة مصدر إلهام ونور للشابات الأخريات.

## البرامج
| موسم    | برنامج قصير [الإنجليزية]        | التزلج الحر [الإنجليزية]                        |
| ------- | ------------------------------- | ----------------------------------------------- |
| 2019–20 |                                 | - زهرة لإيهاب درويش                             |
| 2018–19 |                                 |                                                 |
| 2016–18 | - بييرو والقمر لماكسيم رودريغيز | - المرج الباكي (موسيقى تصويرية) لإليني كاريندرو |

## المسيرة الرياضية

### البدايات
بدأت زهرة لاري تعلم التزلج في سن الثانية عشرة في مدينة زايد الرياضية. على الرغم من أن والدتها كانت داعمة لها في البداية، إلا أنه استغرق وقتًا قبل أن يوافق والدها على المشاركة في المنافسات، حيث فضَّل أن تستمر في ممارسة التزلج كهواية. وعلى الرغم من ذلك، تغيرت آراءه عندما شاهد شغفها بهذه الرياضة.

### موسم 2011-12
كان ظهورها الدولي الأول للناشئين في موسم 2011-12 في كأس أوروبا في كنازي بإيطاليا. حصلت على خصم بسبب حجابها، لأنه لم يكن جزءًا معتمدًا من الزي. ومع ذلك، بعد رفع القضية إلى الاتحاد الدولي للتزلج على الجليد، قاموا بتغيير القاعدة، مما سمح بارتداء الحجاب في المنافسة.

### موسم 2013–14
تنافست لاري في ثلاث مسابقات دولية للناشئين. احتلت المركز السابع في كأس دبي الذهبي، والمركز الثاني عشر في كأس رأس السنة، والمركز السادس والعشرين في كأس سبورتلاند.

### موسم 2014–15
بدأت لاري المنافسة على مستوى الكبار وحصلت على المركز الرابع في كأس أكاديمية فاطمة بنت مبارك (FBMA)، وهو أفضل مركز دولي لها حتى الآن. شاركت أيضًا في كأس التحدي الدولي 2015 وحصلت على المركز الحادي عشر.

### موسم 2015-16
بسبب الإصابة، تنافست زهرة فقط في كأس أكاديمية فاطمة بنت مبارك التي أقيمت على حلبة التزلج في منزلها.

### موسم 2016-17
تنافست زهرة في دورة الألعاب الآسيوية الشتوية في اليابان، وكأس تيرول، وكأس إغنا سبرينغ، وكأس أكاديمية فاطمة بنت مبارك في أبو ظبي على حلبة التزلج في منزلها، وكأس سكايت هيلينا وكأس ميرانو.

### موسم 2017–18
تنافست زهرة في كأس نيبيلهورن (التصفيات الأولمبية)، بطولة بافاريا المفتوحة، كأس تيرول، كأس أكاديمية فاطمة بنت مبارك (التي أقيمت على حلبة التزلج في منزلها)، الدب الذهبي، بطولة سلوفينيا المفتوحة والبطولة الوطنية لدولة الإمارات العربية المتحدة.

### موسم 2018–19
تنافس لاري في الألعاب الجامعية الشتوية 2019 [الإنجليزية] في كراسنويارسك بروسيا، وهي أول إماراتي يتنافس في الألعاب الجامعية الشتوية.

## أبرز المنافسات
| دولي                                      | دولي               | دولي               | دولي               | دولي               | دولي               | دولي               | دولي               |
| المنافسة                                  | 13-14 [الإنجليزية] | 14-15 [الإنجليزية] | 15-16 [الإنجليزية] | 16-17 [الإنجليزية] | 17-18 [الإنجليزية] | 18-19 [الإنجليزية] | 19-20 [الإنجليزية] |
| ----------------------------------------- | ------------------ | ------------------ | ------------------ | ------------------ | ------------------ | ------------------ | ------------------ |
| CS كأس ألبن [الإنجليزية]                  |                    |                    |                    |                    |                    | 28                 |                    |
| CS لومبارديا [الإنجليزية]                 |                    |                    |                    |                    |                    | دبليو دي           |                    |
| CS نيبيلهورن [الإنجليزية]                 |                    |                    |                    |                    | 33                 |                    |                    |
| CS كأس تالين [الإنجليزية]                 |                    |                    |                    |                    |                    | 8                  |                    |
| الألعاب الآسيوية [الإنجليزية]             |                    |                    |                    | 18                 |                    |                    |                    |
| البافارية المفتوحة [الإنجليزية]           |                    |                    |                    |                    | 15                 |                    |                    |
| كأس تيرول [الإنجليزية]                    |                    |                    |                    | 25                 | 19                 |                    |                    |
| إديو سبورت الكأس [الإنجليزية]             |                    |                    |                    |                    |                    | 8                  |                    |
| كأس إيجنا الربيع [الإنجليزية]             |                    |                    |                    | 12                 |                    |                    |                    |
| كأس أكاديمية فاطمة بنت مبارك [الإنجليزية] |                    | 4                  | 5                  | 15                 | 10                 |                    |                    |
| الدب الذهبي                               |                    |                    |                    |                    | 13                 |                    |                    |
| كأس الهالوين [الإنجليزية]                 |                    |                    |                    |                    |                    | 16                 |                    |
| كأس التحدي الدولي [الإنجليزية]            |                    | 11                 |                    |                    |                    |                    |                    |
| تزلج هيلينا [الإنجليزية]                  |                    |                    |                    | 14                 |                    |                    |                    |
| كأس ميرانو [الإنجليزية]                   |                    |                    |                    | 16                 |                    |                    |                    |
| سلوفينيا المفتوحة [الإنجليزية]            |                    |                    |                    |                    | 23                 |                    |                    |
| الجامعية الشتوية [الإنجليزية]             |                    |                    |                    |                    |                    | 29                 |                    |
| الدولي: الأمال                            |                    |                    |                    |                    |                    |                    |                    |
| كأس دبي الذهبي                            | 7                  |                    |                    |                    |                    |                    |                    |
| كأس رأس السنة                             | 12                 |                    |                    |                    |                    |                    |                    |
| كأس سبورتلاند [الإنجليزية]                | 26                 |                    |                    |                    |                    |                    |                    |
| وطني                                      |                    |                    |                    |                    |                    |                    |                    |
| بطل اماراتي.                              |                    |                    | الأول              |                    | الأول              |                    |                    |
| J = مستوى الآمال                          |                    |                    |                    |                    |                    |                    |                    |

## نتائج تفصيلية

### فئة الكبار
| موسم 2017–18 [الإنجليزية] | موسم 2017–18 [الإنجليزية]                        | موسم 2017–18 [الإنجليزية] | موسم 2017–18 [الإنجليزية] | موسم 2017–18 [الإنجليزية] | موسم 2017–18 [الإنجليزية] |
| تاريخ                     | منافسة                                           | مستوى                     | SP [الإنجليزية]           | تزلج حر                   | المجموع                   |
| ------------------------- | ------------------------------------------------ | ------------------------- | ------------------------- | ------------------------- | ------------------------- |
| 5-7 يناير 2017            | كأس أكاديمية فاطمة بنت مبارك 2017 [الإنجليزية]   | كبار                      | 15 24.17                  | 15 50.59                  | 15 74.76                  |
| موسم 2016–17 [الإنجليزية] |                                                  |                           |                           |                           |                           |
| تاريخ                     | منافسة                                           | مستوى                     | SP [الإنجليزية]           | تزلج حر                   | المجموع                   |
| 6-9 أبريل 2017            | كأس إيغنا سبرينغ [الإنجليزية]                    | كبار                      | 12 25.81                  | 12 51.86                  | 12 77.67                  |
| 28 فبراير - 5 مارس 2017   | كأس تيرول 2017 [الإنجليزية]                      | كبار                      | 24 25.90                  | 26 54.19                  | 25 80.09                  |
| 19-26 فبراير 2017         | دورة الألعاب الآسيوية الشتوية 2017 [الإنجليزية]  | كبار                      | 19 23.31                  | 17 53.37                  | 18 76.68                  |
| 17-21 يناير 2017          | كأس أوروبا العاشر للتزلج هيلينا [الإنجليزية]     | كبار                      | 15 21.87                  | 13 50.69                  | 14 72.56                  |
| 5-7 يناير 2017            | كأس أكاديمية فاطمة بنت مبارك 2017 [الإنجليزية]   | كبار                      | 17 24.17                  | 16 50.59                  | 16 74.76                  |
| 10-13 نوفمبر 2016         | كأس ميرانو التاسع عشر 2016 [الإنجليزية]          | كبار                      | 17 19.95                  | 16 45.67                  | 16 65.62                  |
| موسم 2015–16 [الإنجليزية] |                                                  |                           |                           |                           |                           |
| تاريخ                     | منافسة                                           | مستوى                     | SP [الإنجليزية]           | تزلج حر                   | المجموع                   |
| 22-23 يناير 2016          | كأس أكاديمية فاطمة بنت مبارك 2016 [الإنجليزية]   | كبار                      | 5 20.50                   | 5 41.37                   | 5 61.87                   |
| موسم 2014–15 [الإنجليزية] |                                                  |                           |                           |                           |                           |
| تاريخ                     | منافسة                                           | مستوى                     | SP [الإنجليزية]           | تزلج حر                   | المجموع                   |
| 3-5 أبريل 2015            | جائزة أكاديمية فاطمة بنت مبارك 2015 [الإنجليزية] | كبار                      | 4 25.81                   | 4 46.66                   | 4 72.47                   |
| 19-22 فبراير 2015         | كأس التحدي الدولي 2015 [الإنجليزية]              | كبار                      | 12 19.65                  | 11 39.51                  | 11 59.16                  |

### فئة الآمال
| موسم 2013–14 [الإنجليزية] | موسم 2013–14 [الإنجليزية]    | موسم 2013–14 [الإنجليزية] | موسم 2013–14 [الإنجليزية] | موسم 2013–14 [الإنجليزية] | موسم 2013–14 [الإنجليزية] |
| تاريخ                     | منافسة                       | مستوى                     | SP [الإنجليزية]           | تزلج حر                   | المجموع                   |
| ------------------------- | ---------------------------- | ------------------------- | ------------------------- | ------------------------- | ------------------------- |
| 5 مايو-5 يونيو 2014       | كأس دبي الذهبي 2014          | مبتدئ                     | 4 25.70                   | 7 39.70                   | 7 65.40                   |
| موسم 2011–12 [الإنجليزية] |                              |                           |                           |                           |                           |
| 9-13 أبريل 2012           | كأس أوروبا 2012 [الإنجليزية] | مبتدئ                     |                           |                           | 15                        |

## روابط خارجية
- زهرة لاري على موقع الاتحاد الدولي للتزلج (الإنجليزية)
- زهرة لاري على موقع الاتحاد الدولي للتزلج (الإنجليزية)